# Грузинов (хутор)
Грузинов (Грузины) — хутор в Морозовском районе Ростовской области России.
Административный центр Грузиновского сельского поселения.

## География
Хутор Грузинов находится к северо-западу от районного центра — города Морозовска. Расположен в балке Нагорной одноимённой реки Нагорной, впадающей в реку Быструю.

### Улицы хутора
| - ул. 1-й проезд, - ул. 2-й проезд, - ул. Абрикосовая, - ул. Берёзовая, - ул. Вишнёвая, - ул. Заречная, | - ул. Кооперативная, - ул. Луговая, - ул. Мостовая, - ул. Степная, - ул. Сударкина, - ул. Центральная, | - пер. Вербный, - пер. Подгорный, - пер. Речной, - пер. Сиреневый. |

## История
В Области Войска Донского, назывался посёлок Грузиново-Нагорновский. В 1895 году в посёлке была построена деревянная церковь Святого Николая Чудотворца.
В хуторе находится братская могила граждан, погибших от рук гитлеровцев в ноябре 1942 года.

## Население
| 2010 |
| ---- |
| 975  |

## Инфраструктура
В Грузинове имеются средняя школа, фельдшерско-акушерский пункт, дом культуры, почтовое отделение, ряд сельскохозяйственных предприятий и магазинов.
Хутор Грузинов связан автобусным сообщением с районным центром и с ближайшими хуторами — Общим и Козинкой.